# Ángel Ribera Arnal
Ángel Ribera Arnal (Barcelona, 13 de marzo de 1909 - Cabrils, Barcelona, 13 de febrero de 2002) fue un jugador de ajedrez español  que alcanzó la categoría de maestro nacional.

## Resultados destacados en competición
Fue una vez subcampeón de España en el año 1958 por detrás del gran maestro internacional Arturo Pomar Salamanca. Fue una vez Campeón de Cataluña de ajedrez, en el año 1933, y resultó subcampeón en dos ocasiones, en los años 1928 y 1958. Fue siete veces campeón de España de veteranos en los años 1975 y de 1977 al 1982.
Participó representando a España en dos Olimpíadas de ajedrez de 1928 en La Haya y 1930 en Hamburgo.
En el año 1935 tuvo la oportunidad de jugar simultáneas contra dos Campeones del Mundo, el 27 de enero Alexander Alekhine jugó 13 simultáneas con control de tiempo en el Club de Ajedrez Barcelona, con el resultado de +10 = 3 -0, y Ribera fue uno de los tres jugadores que consiguieron entablar. El 14 de diciembre José Raúl Capablanca jugó diez simultáneas con control de tiempo el Club de Ajedrez Barcelona, con el resultado de +9 = 0, -1, y Ribera fue uno de los perdedores.
Resultó segundo en el Torneo Nacional de Madrid del año 1935.
A finales de los 80 participa en el proyecto de remodelación de la plaza del Ajedrez en Premià de Mar donde se crea un tablero gigante en el suelo y se compran las 32 fichas gigantes para jugar en la plaza y potenciar el ajedrez en Premià de Mar. Dichas fichas unos meses después se guardaron y es en febrero de 2017 que la Asociación de Vecinos "Premià Centre" decide pedir al equipo de gobierno realizar los trabajos de mantenimiento de la plaza y recuperar las piezas para hacer un torneo de ajedrez el día 29/07/2017 y donde se realizará una exhibición en el tablero gigante mientras se realiza el torneo y donde se jugará la final en dicho tablero y con las fichas gigantes. Agradecemos a Ángel Ribera su contribución a la difusión del ajedrez y al Ajuntament de Premià de Mar por su creación y ahora recuperación de la plaza del ajedrez.  